# Akademischer Ruderclub Wurtzbourg
L’Akademischer Ruderclub Wurtzbourg est un club d'aviron de Wurtzbourg.

## Histoire
L'ARCW est fondé en 1905 à partir des cercles de l'université de Wurtzbourg en opposition à la Würzburger Ruderverein Bayern plutôt bourgeoise. Le club est connu pour son travail de formation, pour lequel il reçoit la ceinture verte de la Commerzbank et du Deutscher Olympischer Sportbund en 1994 et 2012. Dans le domaine de l'aviron scolaire, l'ARCW collabore avec les écoles de Wurtzbourg Röntgen-Gymnasium et le Riemenschneider-Gymnasium. Pour la Ruder-Bundesliga, l'ARCW s'associe avec le Münchner RC. De 2011 à 2013, l'ARCW construit un nouveau hangar à bateaux près du Ludwigsbrücke le long du Main. En 2018, l'ARCW reçoit la Sportplakette des Bundespräsidenten des mains du ministre bavarois de l'Intérieur et des Sports, Joachim Herrmann.

## Membres célèbres
- Ingrid Hätscher, championne d'Allemagne 1990 dans l'épreuve de skiff
- Wolfram Huhn, médaillé d'argent aux Jeux olympiques d'été de 1996 à Atlanta dans l'épreuve du huit avec barreur
- Stefan Forster, deux fois médaillé d'argent aux championnats du monde dans l'épreuve du huit avec barreur
- Laura Tibitanzl, championne du monde 2009 en deux de couple
- Konstantin Steinhübel, vice-champion du monde 2014 en quatre de couple poids légers
- Joachim Agne, champion du monde 2018 en quatre de couple poids légers LM4x